# Roswitha di Gandersheim
Roswitha di Gandersheim (o Hrotsvit o Hrotswith, nome a volte italianizzato in Rosvita; 935 circa – 974 circa) è stata una monaca cristiana, poetessa e drammaturga tedesca.
È considerata la prima poetessa tedesca della storia, per quanto abbia scritto soltanto in latino medievale.

## Biografia
Nata intorno al 935 da nobili sassoni, Roswitha fu allieva dapprima di Rikkardis, poi di Gerberga, nipote di Ottone I, badessa dell'abbazia di Gandersheim, in Bassa Sassonia, dove entrò molto giovane e rimase per tutta la vita.
Riguardo al proprio nome Roswitha stessa lo interpreta traducendolo nel latino clamor validus, «voce squillante» e il primo a notare questo richiamo etimologico è stato Jacob Grimm nel 1838, pensando a una derivazione dall'antico tedesco hruod-svind. L'espressione clamor validus, secondo Peter Dronke, «non può quasi fare a meno di richiamare l'ego vox clamantis di Giovanni Battista», cui Roswitha si affianca descrivendo la missione profetica che si era assunta mettendosi a comporre poemetti e poi drammi.
Dell'imperatore Ottone I scrisse un'agiografia nelle sue Gesta Oddonis Caesaris Augusti e narrò anche la leggenda della fondazione del convento di Gandersheim.

## Le leggende
Roswitha è autrice di otto leggende, definite anche poemetti agiografici e di sei drammi o meglio dialoghi drammatici, visto che al tempo dell'autrice era scomparsa la concezione di teatro e di rappresentazione drammatica. Nella leggenda di San Basilio un servo vende l'anima al diavolo in cambio dell'amore della figlia del suo padrone ma si pente e, grazie all'intervento provvidenziale del santo, riottiene il contratto stipulato con il demonio.
Oltre alla leggenda di San Dionigi e dell'addio di Gesù alla madre, Roswitha scrive la leggenda del giovane San Pelagio, ove quest'ultimo respinge le sconvenienti proposte di un emiro, mentre nella leggenda di Sant'Agnese la santa rifiuta il matrimonio con un uomo il cui figlio tenta di violentarla.
Il Martirio di san Gangolfo racconta la storia di un grande feudatario della Borgogna, contemporaneo di Pipino padre di Carlo Magno. Un giorno, mentre quest'ultimo ritornava con altri cavalieri da un'impresa vittoriosa, si fermò a osservare un campo fiorito, che aveva una fontana nel mezzo. Decise di comprare questo campo, ma la fontana smise di zampillare l'acqua fino a quando Gongolfo piantò il proprio bastone a terra: dopo tale gesto l'acqua miracolosamente tornò a uscire. Dopo essersi sposato subì il tradimento della moglie con un chierico e, sospettando della fedeltà della donna, la convinse a immergere la mano nell'acqua miracolosa, che aveva la virtù di provare l'innocenza delle persone. La donna la ritrasse bruciata, ma Gongolfo, che avrebbe potuto mettere a morte il seduttore, si limitò a bandirlo dalle proprie terre. Per vendetta il chierico uccise il suo signore e fuggì con la donna. La tomba del marito tradito e ucciso divenne in breve una meta di pellegrinaggio per i fedeli, poiché sopra di essa si compivano miracoli; venuta a conoscenza di questo fatto la vedova derise le capacità della tomba del marito e venne subito punita, in modo particolarmente ridicolo: ogni volta che avesse cercato di parlare dalla bocca le sarebbero usciti dei suoni simili a quelli emessi dal fondo schiena.

## I drammi
Roswitha utilizza lo stesso stile di Terenzio per i suoi sei drammi (Abraham; Dulcitius; Calimachus; Paphnutius; Gallicanus; Sapientia), composti in prosa rimata, nei quali tuttavia manca ogni azione, non consistendo che in una serie di brevi scene dialogate.
Nel Dulcitius il giudice pagano Dulcizio cerca di possedere le tre bellissime sorelle Agape, Chionia e Irene, ma miracolosamente, al posto del corpo delle giovani vergini, si trova ad abbracciare un gruppo di pentole. Deriso da tutti il povero Dulcizio venne sostituito. Diocleziano decide di affidare il compito a un altro uomo di fiducia. Subentra un secondo giudice Sisinio. Invano cerca di persuadere le tre giovani cristiane di prostrarsi agli dei, ma al rifiuto di Agape e Chionia, esse vengono martirizzate. Prodigiosamente sebbene morte i loro corpi non sono stati intaccati dalle fiamme del rogo. La sorella più piccola, Irene, forse la più facile da corrompere, viene risparmiata. Cercano invano di farla ragionare. Ma Irene rimane fedele a Dio. Il pagano Sisinio, esasperato, ordina che la giovane sia fatta prostituire in un bordello. I soldati la scortano, ma la giovane viene salvata da due sconosciuti. Sisinio, furioso, la cerca con il suo seguito: una volta trovata in cima a un monte Irene viene uccisa da una freccia di un soldato.
Nel Calimachus il pagano Callimaco arde d'amore per la cristiana Drusiana, sposata in castità con il marito Andronico. Alla morte di Drusiana Callimaco corrompe Fortunato, servo posto a guardia della tomba, intenzionato a violentare il cadavere della donna, ma un serpente uccide il servo e la paura uccide Callimaco. Drusiana, Callimaco e il servo sono resuscitati da san Giovanni: Callimaco di fronte a tanto miracolo si pente, ma non così il servo, che muore per la seconda volta.
Nel Paphnutius la cortigiana Taide viene convertita dal monaco Pafnuzio e, per riscattare i suoi tanti peccati, accetta di vivere in dura penitenza chiusa in una piccola cella. Tre anni dopo Pafnuzio ha la visione della gloria in santità di Taide: accorre nella sua cella in tempo per vederla morire.
Simile è il tema dell'Abraham, il monaco zio di Maria che, corrotta dal demonio, finisce per vivere in un bordello. Abraham, conosciuta dopo tre anni la situazione in cui Maria vive, si reca nel bordello travestito e si finge suo cliente. Quando rimangono soli nella stanza si svela e la convince a seguirlo con sé in una vita di penitenza.
Nel Gallicanus questo pagano chiede in moglie all'imperatore Costantino I la figlia Costanza, che ha fatto voto di castità. Costantino, diversamente da Gallicano, sa del voto fatto dalla figlia ma tace, avendo bisogno dell'aiuto di Gallicano nella prossima guerra, e così acconsente alle nozze. Costantino e Gallicano partono per la guerra, insieme con i fratelli cristiani di Costanza, che intanto convertono Gallicano, mentre Costanza converte al cristianesimo le sorelle pagane di Gallicano. Gallanico, tornato dalla guerra, è un cristiano che ha fatto a sua volta voto di castità: saputo dell'analogo voto fatto da Costanza ne è felice, perché essi rimarranno sposati agli occhi del mondo, senza però vivere mai insieme, per unirsi finalmente soltanto nel giorno dell'eterno gaudio.
Tanto in questo dramma che nel Calimachus e nel Pafnutius è stata rilevata la conoscenza, probabilmente per il tramite di Remigio d'Auxerre, di Scoto Eriugena e in particolare del suo De divisione naturae.

## IGesta Othonis

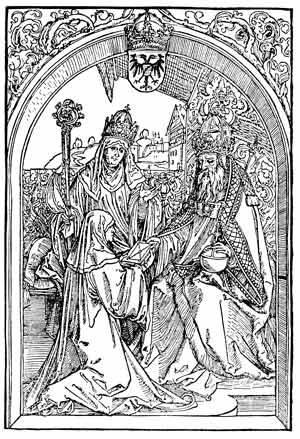
Roswitha di Gandersheim presenta all'anziano imperatore Ottone I la sua Gesta Othonis, sotto gli occhi della badessa Gerberga. Incisione su legno del 1501 di Albrecht Dürer.

I Gesta Othonis, commissionati presumibilmente intorno al 962, rappresentano una fondamentale opera biografica dell'imperatore Ottone I di Sassonia, sono scritti in 1517 esametri leonini e vengono terminati entro il 968, data della morte di Guglielmo di Magonza, di cui Roswitha nel poema parla come di un vivo. Sono ritenuti posteriori sia alle commedie sia ai poemetti agiografici.

## Primordia Coenobii Gandersheimensis
Si tratta di una storia del suo Ordine dall'anno 846 all'anno 919.

## Eredità

### La visione femminista

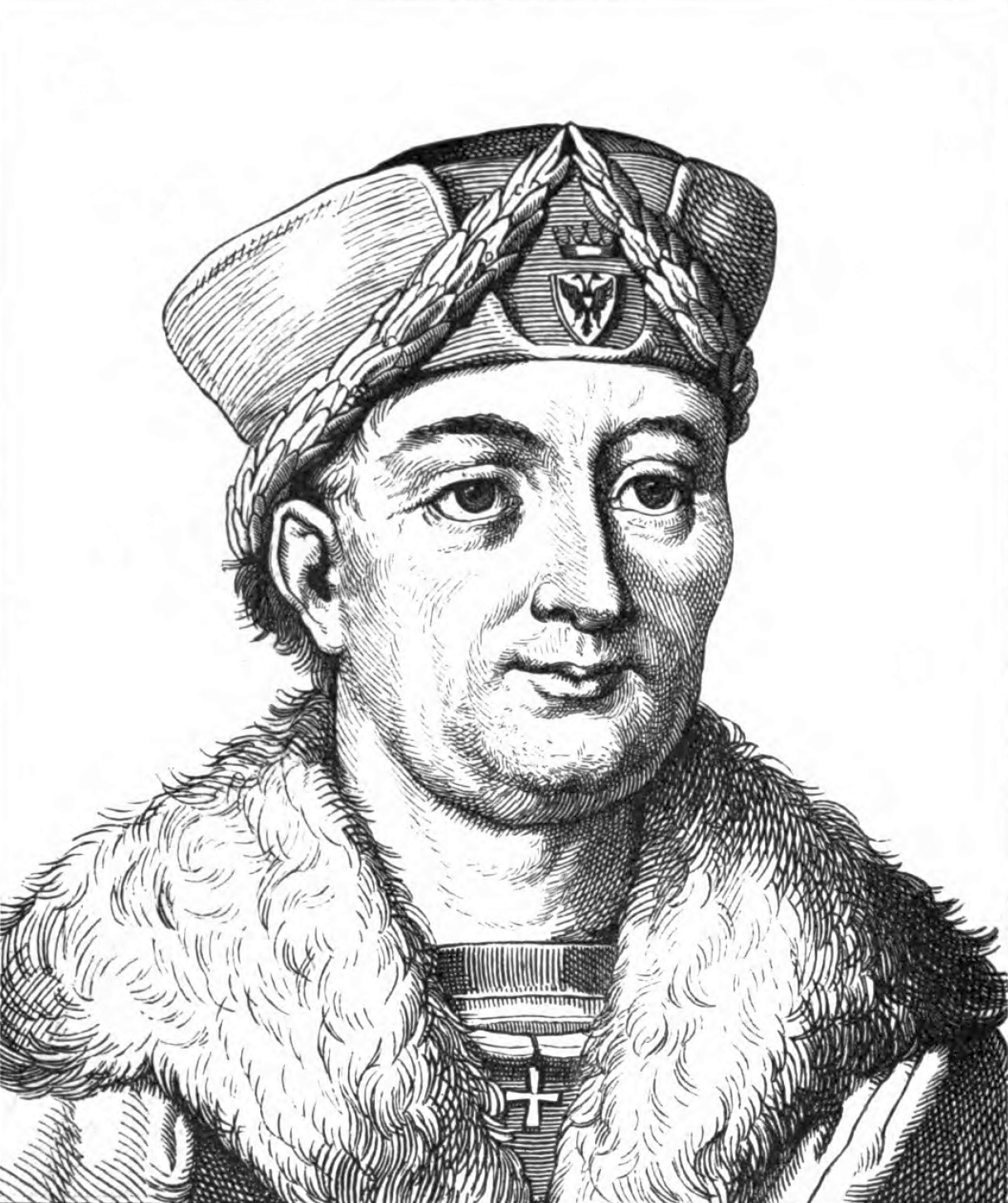
Conrad Celtis

Il lavoro di Roswitha fu in gran parte ignorato finché Conrad Celtis non riscoprì e modificò il suo lavoro nel Cinquecento.
Negli anni '70 del Novecento, le femministe iniziarono la riscoperta del suo lavoro in un'ottica ideologica femminista e di genere per ricontestualizzarlo per dimostrare che le donne del passato, a loro dire, avevano ruoli importanti nelle loro società, ma il loro lavoro era andato perduto o non visto in un qualche modo come importante. Le femministe hanno fatto questa ricontestualizzazione per conoscere la storia delle donne, senza affermare che queste donne fossero femministe, per sottolineare l'importanza delle donne nel corso della storia, anche se sono state dimenticate. Per questo motivo, Roswitha ha continuato a raccogliere molta attenzione nel campo degli studi sul femminismo, contribuendo a fornire un migliore senso di riconoscimento storico, realizzazione e significato alle donne attraverso il lavoro della monaca.

#### Rappresentanza delle donne

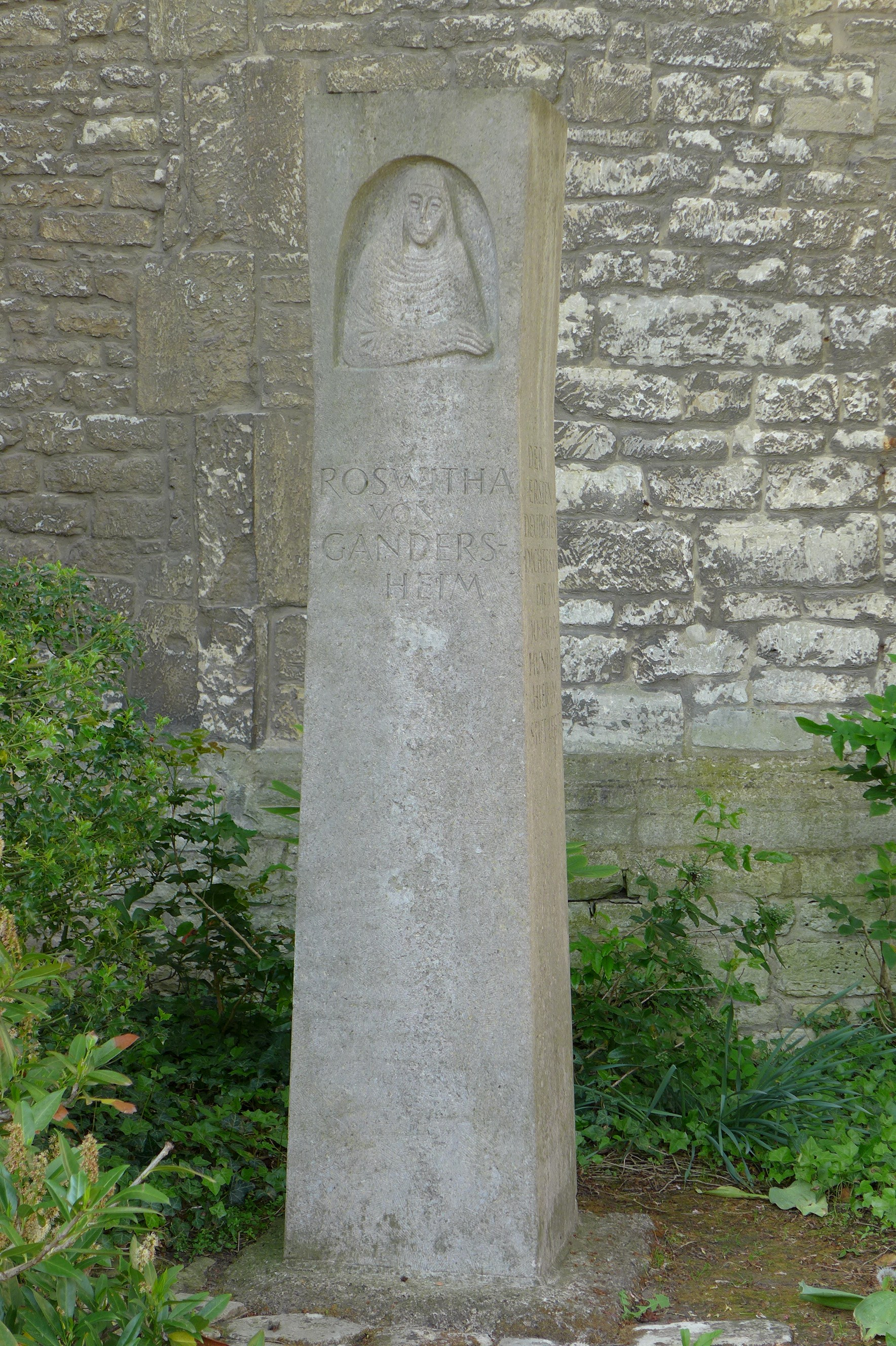
Monumento commemorativo di Roswitha a Gandersheim

La scrittura di Roswitha imita i testi biblici. Come cristiana del X secolo, accettò l'idea che le donne fossero inferiori agli uomini sia fisicamente che intellettualmente a causa della caduta di Eva. Secondo l'opinione di A. Daniel Frankforter, Roswitha sembra confermare l'ipotesi che il lavoro della donna fosse inferiore, affermando che qualsiasi eccellenza nel suo lavoro è l'eccellenza di Dio, non la sua, sebbene questa possa anche essere semplicemente una convenzione letteraria standard del tempo.
Roswitha descriveva le donne come dotate del potere di autodeterminazione e di libero arbitrio prendendo il velo e astenendosi dai rapporti sessuali. Questa visione di Roswitha è stato interpretata da alcuni come riflettente la mentalità delle donne del suo tempo. Ella nei suoi scritti definisce le donne come virtuose, coraggiose, spiritose e vicine a Dio, mentre parla di un solo uomo senza disprezzo, scoprendo che sono sproporzionatamente suscettibili alla tentazione. Roswitha concepisce le donne come il sesso debole, come coloro che consentono a Dio di operare più facilmente attraverso di loro per trovare la grazia per la loro salvezza e la salvezza di coloro con cui entrano in contatto. Ciò, quindi, suggerisce l'interpretazione che vuole che le donne non siano da meno degli uomini agli occhi di Dio. Roswitha crede che una vita verginale dedicata a Gesù sia la migliore, ma può essere empatica nei confronti delle madri e persino delle prostitute, le uniche posizioni sociali ricopribili dalle donne dell'epoca.
Roswitha si concentra sulle tematiche che ruotano attorno alle donne del suo tempo, come il matrimonio e lo stupro, una tematica delle tante affrontata nel Dulcitius. Alcune visione ideologiche ffeministe sostengono persino che il Dulcitius sia un riflesso delle vite delle donne nella sua città natale di Gandersheim, che vivono in un ambiente ostile preso di mira da una presunta minaccia estrinseca che darebbe in una qualche misura di natura maschile, mostrando la possibile attenzione che dà alle donne e al femminismo nel suo insieme.
Nel Calimachus, una donna, che è stata oggetto di un tentativo di stupro, prega per la morte. Dio esaudisce la sua preghiera e lei muore prima che l'uomo possa riprendere l'atto. Colpito dalla sua bellezza, l'uomo va sulla sua tomba e tenta un rapporto con il suo cadavere, ma viene ucciso da un serpente velenoso, tematica questa classificabile come tipica religiosa medievale ma, sempre secondo l'ottica femminista, sarebbe chiave del lavoro di Roswitha, lettura che interpreta la religione come fornitrice alle donne di libertà e indipendenza, consentendo loro di rafforzarsi.

#### Impatto sul teatro
Roswitha contribuì, sempre secondo l'ottica femminista, al lavoro delle donne nel teatro sostenendo il concetto che "finché ci sarà teatro, finché ci saranno donne, finché ci sarà una società imperfetta, ci sarà teatro femminile". Le opere di Roswitha, secondo una certa visione femminista astorica, avevano lo scopo di dire la verità al potere e controbilanciare il dominio maschile nella società medievale.
Il significato delle sue opere teatrali sarebbe in una qualche maniera trascurato perché la loro drammaturgia diverge da ciò che Sue-Ellen Case e Jill Dolan teorizzano sui presunti valori maschili della buona scrittura teatrale, che escludevano sempre in un qualche modo Roswitha, concentrandosi, a suo dire, piuttosto su campi alternativi, come la religione, la prima infanzia e la sessualità, per citarne alcuni.

## Arte e psicologia
Al centro degli scritti è l'esaltazione della verginità, che sembra essere ritenuta virtù somma se per la sua difesa si combattono forze soprannaturali, in situazioni che non ci aspetteremmo essere trattate da una monaca. Ma Roswitha vuole giustificare il modello di vita da lei stessa scelto, esemplare riflesso del modello mariano, contrapposto per contrasto a chi la centrale virtù di quella scelta attenta. In questo modo, come